# 幕藩体制
幕藩體制（日语：／ bakuhan taisei */?）是指近世日本由德川家康建立、由幕府和藩國共同統治天下的封建制度。幕府將軍是實際上的國家最高領導人，號稱日本國大君；天皇及朝廷則被將軍及幕府架空權力、甚至監控。歷代将军继任由天皇发布“将军宣下”任命，但天皇實際對將軍沒有管治權，將軍宣下只是儀式。將軍領地的石高在江戶時代初年大致佔有七百萬石，占全国总石高四分之一，以確保對各藩國統治上的絕對優勢。
各藩国大名的土地均按份地由农民耕种，农民须交租、履行各种封建义务。幕府对农民实行登记制度管理，藩国共有三類：
- 親藩大名：征夷大将军的亲属领地，被封於各大要地。
- 譜代大名：跟随征夷大将军征战的忠心家臣。
- 外樣大名：战争中投降幕府但仍不能取得信任的大名[1]。

三種封地以近到遠，有防禦和互相監視性質。各藩藩主都必须定期到江戶参谒将军。幕臣需要贡纳，幕府还垄断对外贸易；兩項為中央政府主要收入，再加上將軍領地的稅收和礦山國營收入補充。全国主要矿山如佐渡、伊豆的金矿，主野、石见的银矿，都由將軍直屬。
交通要道上的所有关所由幕府直接管理和控制，各藩不得私设关所，藉以監控全國人口和物資流動情況，同時掌握輿論事件情報。各地大名很難大舉調動人員或物資謀反而不被過早發現。幕府有一支常备军，即旗本5200余人、御家人約兩萬余人，合计25000余人；加上他们的陪臣，号称“旗本八万骑”。社會上，武士有最高特權地位，之後以士農工商順序排列。
幕藩體制終結稱為幕末，一般認為始於1853年7月8日（嘉永6年舊曆6月3日）黑船來航。也有觀點認為是1867年11月9日（慶應3年舊曆10月14日）末代將軍德川慶喜進行大政奉還，之後明治新政府於1871年8月29日（明治4年舊曆7月14日）實行廢藩置縣使幕藩體制徹底結束。